# Marlierea eugeniopsoides
Marlierea eugeniopsoides är en myrtenväxtart som först beskrevs av Carlos Maria Diego Enrique Legrand och Eberhard Max Leopold Kausel, och fick sitt nu gällande namn av Carlos Maria Diego Enrique Legrand. Marlierea eugeniopsoides ingår i släktet Marlierea och familjen myrtenväxter. Inga underarter finns listade i Catalogue of Life.